# Nestori Kaasalainen
Pour les articles homonymes, voir Nestori et Kaasalainen.
Nestor Johannes Kaasalainen dit Nestori Kaasalainen (né  le 14 février 1915 à Pyhäjärvi Vpl et mort le 1er mars 2016 à Sipoo) est un homme politique finlandais,,. 

## Biographie
À partir de 1939, Nestori Kaasalainen est agriculteur a Pyhäjärvi Vpl puis à Tyrvää à partir de 1945.
Il est député de la circonscription du Nord de Turku du 21 juillet 1951 au 21 janvier 1972.
Nestori Kaasalainen est  ministre de l'Agriculture des gouvernements Paasio I (27.05.1966–21.03.1968) et Karjalainen II (15.07.1970–28.02.1971).
Il est aussi  ministre de l'Agriculture et des Forêts du gouvernement Karjalainen II (01.03.1971–28.10.1971).
Après sa carrière de député, il devient directeur administratif et membre du conseil d'administration d'Alko de 1972 à 1980.
Nestori Kaasalainen est décédé à Sipoo le 1er mars 2016 à l'âge de 101 ans.